# Minogucsi Júszuke
Minogucsi Júszuke (Hokkaidó, 1965. augusztus 23. –) japán válogatott labdarúgó.

## Nemzeti válogatott
A japán válogatott tagjaként részt vett az 1988-as Ázsia-kupán.